# Monastère des Dix Mille Bouddhas
Le monastère des Dix Mille Bouddhas est un temple bouddhiste situé à Sha Tin dans les Nouveaux Territoires.
Le monastère est fondé en 1951 par le vénérable Yuet Kai. La construction est terminée en 1957.